# Silnice I/68 (Slovensko)

Silnice I. třídy 68 je silnice I. třídy na Slovensku v trase (Nowy Sącz-) Mníšek nad Popradom, st.hr. – Stará Ľubovňa – Prešov. V minulosti silnice pokračovala dále do Košic a na hraniční přechod do Maďarska ve směru na Miskolc.

## Historie
Silnice I/68 původně spojovala Košice a Prešov.
V roce 1953 byla k silnici pričleněná dosavadní silnice II. třídy II/551 spojující Košice a hraniční přechod Milhosť do Maďarska. K přičlenění došlo po rozšíření a úpravě povrchu silnice (asfaltový kryt) na daném úseku v letech 1952 až 1953 . Tato rekonstrukce si vyžádala i úpravu tratě dvou ročníků Medzinárodného maratónu mieru.
V 80. letech byly k silnici I/68 přičleněny úseky silnic II třídy:
- II/543 Prešov – Stará Ľubovňa
- II/541 Stará Ľubovňa – Mníšek nad Popradom

K 1. srpnu 2015 byla silnice I/68 rozdělena na tři samostatné silnice: úsek Milhosť, st. hr. – Košice tvoří novou silnici I/17 a úsek Košice – Prešov tvoří novou silnici I/20. Součástí silnice I/68 tak zůstaly jen úseky původních silnic II. třídy II/541 a II/543 v trase Mníšek nad Popradem, st.hr PL – Stará Ľubovňa – Prešov.
Od roku 2011 se staví nový hraniční most přes řeku Poprad, který zlepší napojení silnice v Polsku a v plánu jsou i další přeložky, z nichž nejvýznamnější bude obchvat Sabinova a Šarišských Michalian. Jeho realizace se očekává v letech 2015 až 2019.

## Průběh
Silnice I/68 na území Slovenska začíná jako pokračování polské DK87, pokračuje přes okres Stará Ľubovňa a v obci Mníšek nad Popradem se kříží s III/3127, v Staré Ľubovni s III/3152, III/3153, III/3149, III/3120 a spojí se s I/77. Pokračuje křižovatkami s III/3145, III/3144 do Plavnice, kde se kříží s III/3171 a III/3138. Po opuštění Plavnice se I/68 kříží s III/3137, III/3151, vchází do obce Plaveč, kde se kříží s III/3156 a III/3150 a v Ľubotíně se od ní odpojuje I/77, kříží se s III/3136, III/3154, III/3135, III/3133 a III/3134 a přechází do sabinovského okresu.
V okrese Sabinov se I/68 kříží s III/3192 v Kamenici, s III/3193, III/3190, III/3189 v Lipanech, mimo obce s III/3188 a III/3187 a vchází do Červenice pri Sabinově. Tady se kříží s III/3186 a III/3185, v Pečovské Nové Vsi s III/3183, v Sabinově s III/3181, III/3177, III/3174. Po průchodu přes Šarišské Michaľany, kde se nachází křižovatka s III/3184, se I/68 kříží s III/3452, III/3451 a III/3179, vchází do Prešovského okresu.
V prešovském okrese I/68 končí v Prešově na křižovatce se silnicí I/18.